# Polygon Sweet Nice
Polygon Sweet Nice was een wielerploeg die een Indonesische licentie had gedurende het grootste deel van zijn bestaan, enkel in 2012 reed men rond met een Ierse licentie. De ploeg bestond van 2005 tot 2014 en kwam uit in de continentale circuits van de UCI.

## Geschiedenis
De ploeg bestond van de oprichting in 2005 en het toetreden tot het continentale peloton in 2006 uit een mengeling van Indonesische, Kazachse en Russische renners. De ploeg reed voornamelijk rond in Aziatische wedstrijden waar ze enkele ereplaatsen konden bij elkaar rijden. De ploeg reed rond tot 2010 toen ze stopte. Ze keerde in 2012 en keerde in 2013 terug op het continentale niveau ditmaal onder Ierse licentie en de ploeg ook aangevuld met enkele Ierse renners. Hierna verdween de ploeg weer uit het continentale circuit en stopte een jaar later.

## Ploegnamen
| Jaar           | Naam                    | UCI-code |
| -------------- | ----------------------- | -------- |
| 2006-2010 2013 | Polygon Sweet Nice Team | PSN      |

## Ploegleiding
| Voormalig Krisyanto (2006-2010) Sastra Tjondrokusumo (2006-2010, 2013) Ryan Connor (2013) Stewart Carr (2013) |

## Renners
| Voormalig - Brett Gillespie (2010) - Vladimir Yesid López (2008) - Daniel Clifford (2013) - Mark Dowling (2013) - Stephen Halpin (2013) - Charles Prendergast (2013) - Ryan Sherlock (2013) - Bambang Kristanto (2006) - Derri Yuliar Asfan (2006) - Andri Tjandrakusuma (2006, 2009) - Budi Santoso (2006-2008) - Robert Wijaya (2006-2008) - Hari Fitrianto (2006-2010) - Andika Rianto (2007) - Reza Pahlevy (2007-2010) - Herwin Wijaya (2007-2010) - Antonius Tjondrokusumo (2008-2010, 2013) - Jimmy Pranata (2009-2010, 2013) - Rastra Patria Dinawan (2010) - Matnur Matnur (2010) - Agung Riyanto (2013) | - Vjatsjeslav Djaditsjkin (2006-2008) - Jevgeni Jakovlev (2006-2010) - Roman Zjiejentajev (2008) - Aleksandr Djaditsjkin (2009) - Artjom Golovasjenko (2009-2010) - Kirill Kazantsev (2009-2010) - Sergej Koezmin (2013) - Artjom Timofejev (2006-2010) - Roman Krasilnikov (2009-2010) - Sergej Koedentsov (2009-2010) - Edgar Nieto (2013) - Óscar Pujol (2013) |